# Konzerviranje restauriranje Judaike
Konzerviranje-restauriranje judaike (židovskih ritualnih predmeta) jedna je od specijalnosti unutar područja konzerviranja-restauriranja kulturne baštine. Pri tome treba uzeti u obzir židovske vjerske propise u cjelini, bilo da se radi o pisanoj ili usmeno prenošenoj varijanti. U ovo je uključena i primjerena klasifikacija te identifikacija ovih predmeta, kao i ophođenje s njima sukladno židovskim vjerskim propisima. Nadalje, uključuje i znanje o pohrani, izlaganju i čuvanju ovih predmeta.

## Definicija kulturalno osjetljivih predmeta
Tradicionalni judaizam dijeli ritualne objekte u dvije glavne kategorije: predmete koji su utjelovljenje svetosti te predmete koji imaju određenu ulogu u nekom ritualu ali sami po sebi nisu određeni kao sveti ili posvećeni. U onom trenutku kad više nisu u svojoj religioznoj funkciji te su muzealizirani, samo predmeti prve spomenute kategorije tradicionalno se tretiraju drugačije od uobičajenih predmeta koji čine muzejske zbirke. Kod ovih predmeta nije uobičajeno da ih se daje na konzerviranje-restauriranje. Kod svih drugih predmeta u zbirkama ovakvih ograničenja nema i nisu uobičajena.
Način ophođenja s ovim predmetima, kako se s njima rukuje te kako ih se preventivno konzervira, određen je propisima koje propisuju najortodoksnije židovske zajednice.
Slijedi lista predmeta iz obje navedene kategorije. U njoj su uključeni i naputci koji će nam pomoći kako predmete identificirati te kako s njima rukovati na pravilan način sukladno njihovom značenju i uporabi.
Reference u tekstu odnose se na Aškenaze, Sefarde, te Mizrah Židove. Aškenazi svoje porijeklo vuku iz srednje i istočne Europe, dok su Sefardi Židovi porijeklom s Iberskog poluotoka, a koji su se nakon 1492. godine iselili u Grčku i Osmansko carstvo te na područje današnjeg Izraela. Mizrah pak podrazumijeva one koji potječu iz zemalja arapskog svijeta te iz Irana, kao i one koji nikad nisu napustili Palestinu.

### Tipologija svetih i neposvećenih predmeta

#### Tashmishey Kedushah
Ovo je prva kategorija ritualnih predmeta, te ih se određuje kao "objekte nositelje svetosti" ili "potrepštine svetosti". Najuobičajeniji predstavnik ove grupe je Tora, odnosno Pet knjiga Mojsijevih. 
Osnovna osobina ove grupe su predmeti koji uključuju Božje ime, no kategorija se može proširiti i na sve riječi "od Boga ispisane" ili inspirirane Bogom, odnosno na ono iz čega je proistekla kvaliteta svetog. Kako i netekstualni objekti okružuju svitke, dio svetosti prelazi i na njih. No ovaj prijelaz nije neograničen, već se odnosi na najviše dva sloja.
Drugi objekti u ovoj kategoriji:
- Zavjese Tore - zavjese koje se nalaze na ormaru u kojem se čuvaju svici Tore (Sveta arka, Aron hakodeš), često ukrašene, no mogu biti i bez ukrasa.
- Pokrivač Tore - komad tkanine ("navlaka") kojom se pokrivaju svici Tore. Od baršuna je ili nekog mekog materijala, a može uključivati vezene motive. Najčešće se viđa kod zajednica Aškenaza.[1]
- Povez Tore - traka od meke tkanine, drži svitke Tore zatvorenima.[1] U Italiji i kod nekih sefardskih zajednica zovu ga "fascia"; od skupocjenog je materijala ili od lana izvezenog svilom.[2]
- Rimonimi - ukrasi od srebra ili zlata, u paru, postavljeni su na drvene valjke ili, na hebrejskom, "atzei chaim" (stabla života). Često sa srebrnim zvoncima i složenim ukrasima.[3]
- Prsna ploča, štit na Tori - metalni štit postavljen ispred pokrivača Tore. To je aškenaski običaj kojeg nema kod sefardskih zajednica koje svitke Tore čuvaju u posebnim spremnicima. Štit simbolizira te je ponekad izjednačen s prsnom pločom propisanom za visoke svećenike, često zvan "ḥoshen mishpat," što na hebrejskom znači prsna ploča.[2]
- Jad - pokazivač kojeg koristi onaj koji čita Toru kako bi označio mjesto čitanja. "Yad," na hebrejskom znači ruka. Kod Aškenaza "moreh" ili "pokazivač/učitelj" ili "Kulmus" ili "quill" kod Sefarda. Ukrašena palica s rukom i ispruženim kažiprstom na vrhu, izrađena od srebra ili posrebrene mjedi, kod nekih europskih zajednica od drveta. Koristi se prije svega da masnoća i nečistoća s ruku ne bi uprljali Toru.[2]
- Drvena cilindrična kutija za Toru - koristi se kod Sefarda.[4] Mezuza
- Postolje i nosač Tore
- Tefilin - nose ga muškarci kod članova ortodoksnih i konzervativnih zajednica tijekom jutarnje molitve. Izrađen je od kože, uključuje citate iz Tore na pergameni te dva kućišta u obliku kocki koje se s kožnim se trakama pričvršćuju na glavu i podlakticu.
- Muzuzah, mezuza - stakleno, keramičko ili metalno duguljasto kućište u kojem je rukom pisani hebrejski tekst na pergameni. Mezuze se pričvršćuju na dovratke vrata te označavaju dom židovske obitelji.

Biblije, molitvenici, dijelovi Talmuda, zakonik i komentari, na raznim jezicima također ulaze na ovu listu. U nekim zajednicama bilo kakav natpis na hebrejskom jeziku ili jidišu.

#### Tashmishey Mitzvah
Tashmishey Mitzvah je kategorija koja uključuje većinu ritualnih objekata bitnih za život židovske obitelji:
- Čaša za kiduš u koju se ulijeva vino, koristi se na Šabat i blagdane
- Hanukija i menora - svijećnjaci
- Seder tanjur - koristi se za židovski blagdan Pesah (Pasha)
- Šofar - ovnujski rog, koristi se tijekom židovskih blagdana Roš hašane (nove godine) i Jom Kipura
- Talit - molitveni šal, rubac za molitvu
- Lulav ili palmina grana, koristi se kod proslave blagdana Sukot,
- Etrog i spremnice za "izraelski limun" (etrog je vrsta citrusa sličan limunu)
- Šabatni svijećnjaci
- Kutija za začin (Besamim) te svijećnjaci
- Chalah i matzah posebne vrste kruha. Chalah (čita se hala) se koristi tijekom Šabata i ostalih blagdana, uobičajeno je riječ o manjem kruhu ispletenom u oblik pletenice te posutom sjemenkama sezama. Matzah (čita se maca, odnosno zovu ga i maces) je beskvasni kruh koji se jede tijekom židovskog blagdana Pesah.
- Chupah - platnena streha pod kojom se odvija židovski obred vjenčanja.

## Preventivna konzervacija
Jednom kada sveti/posvećeni predmeti napuste židovsku zajednicu i potpadnu pod brigu muzeja, ovi se predmeti dijele na dvije grupe. Prva sadrži pisane tekstove tipa svitaka Tore, tefilina i klafa za mezuzu.

### Tora, Klaf
Ako je zbog sigurnosti svitaka Tore utvrđena nužnost popravka nosača koji nose svitke, tada se ovaj rad prepušta stručnjaku koji će ovaj posao odraditi u skladu s tradicionalnim propisima. Dokazano je da u slučaju da na pergameni Tore postoje poderotine, najbolje je da se taj dio drži namotan na drugi dio svitka. Po tradiciji, ako su dvije strane Tore razdvojene, najbolje ih je držati zasebno umotane. Ako se smatra mogućim, a sukladno stanju pergamene, suštinska je potreba ponovo spojiti ove listove.
Kada su svici Tore, odnosno molitvene knjige u posjedu židovske institucije, uobičajeno je da ih se fotografira (ili fotokopira) samo u svrhu ozbiljnog proučavanja ili publiciranja. U slučaju da su u posjedu muzeja ili arhiva, tada se na njih primjenjuju pravila rečenih institucija, uz napomenu da treba uzeti u obzir i spomenuta tradicionalna stajališta.

### Tefilin
Po tradicionalnim propisima tefilin se ne smije otvarati, osim ako je to zaista neophodno. Samo u slučaju potrebe popravka se zapis može ukloniti i pregledati. Stil pisanja može upućivati na vrijeme i mjesto nastanka. Brojne institucije izlažu i oštećene tefiline, no tada je riječ o predmetu vezanom ili za važnu osobu ili za Holokaust.

### Drugi materijali
Objekte ove kategorije može obraditi bilo koji konzervator-restaurator koji radi i na ovoj vrsti materijala. S njima je primjerenije postupati kao s antropološkim materijalom, te zahvat svesti na minimum i uz izbjegavanje opsežne restauracije.

### Objekti vezani za Holokaust
Bilo kakve promijene objekata iz razdoblja Holokausta su isključene, osim onih koje su neophodne za osiguranje njihovog fizičkog opstanka. Oštećenja su ovdje dio povijesti predmeta i ne treba ih popravljati, niti prikrivati. Ovdje vrijedi jednostavno pravilo - što veća intervencija to veća šteta, odnosno veći gubitak izvornosti neposrednog svjedočanstva.

## Nezaobilazne etičke odredbe

### Kohen ograničenja
Brojna su ograničenja osmišljena kako bi se očuvala ritualna čistoća onih koji su svećeničkog reda vezanog uz Jeruzalemski hram. Danas većina Židova zna jesu li potomci Kohena što se, prije svega, može vidjeti već po prezimenu koje nose - poput Kohen, Kahn ili Kohn. Jedno od ograničenja vezanih uz Kohanim je ono koje kaže da ne smiju biti u prostoriji gdje se nalazi mrtvo tijelo, izuzetak su samo najbliži članovi obitelji.

### Žene koje imaju mjesečnicu
Prema nekim ultraortodoksnim skupinama, žene koje imaju mjesečnicu ne smiju dodirivati svete predmete. No ovo nije dio židovskog zakona već se smatra običajem te ne mora biti obvezujući.

### Postavljanje svetih tekstova i predmeta na pod
Nije dozvoljeno ni pod kojim uvjetima, čak niti kod dekontekstualiziranih predmeta.

### Slaganje predmeta
Predmete koji uključuju Božje ime nipošto ne smijemo stavljati jedne povrh drugoga. Nepoštivanje ovih odredbi smatra se svetogrđem.

## Pohrana i izlaganje
Iako je ograničenja vezanih za izlaganje židovskih ritualnih predmeta malo, navest ćemo i neke izuzetke:
Dokazano je da su svitci Tore, tefilini i mezuze najbolje izloženi u neodmotanom stanju, osim ako temeljem svog stanja više nisu za religioznu uporabu. Ovi se objekti općenito čuvaju u ladicama ili ormarima, umotani u obično platno ili papir, te odvojeni od svojih nosača, ako muzejsko osoblje smatra da ih nije pametno držati na istom mjestu. Razlog za ovo može biti u činjenici da pokrivalo Tore nije više u (po židovskim propisima) prihvatljivom stanju. Tefilin se ponekad čuva odvojen od svoje spremnice ,pohranjen u platnenoj torbici. Manji svici Tore čuvaju se položeni, dok oni veći moraju biti čuvani uspravno, na postolju koje je primjereno njihovoj težini.
Mezuzah svici se pak tradicionalno drže u svojim spremnicama ili umotani u tkaninu.

### Rukovanje i dugoročno zbrinjavanje
Općenito se predmete iz prve grupe, u slučaju da se, primjerice, uzimaju zbog istraživanja, mora tretirati s poštovanjem, kao i druge predmete koji još imaju svoju ritualnu svrhu. Treba ih postavljati na čisto platno ili beskiselinski papir, te moraju biti i pokriveni tim materijalima. U slučaju svitaka, kada ih se ne koristi, mora ih se ponovo smotati.
Svitke koji nisu u uporabi dobro je jednom do dva puta godišnje premotati. Ovo obično rade dvije osobe koje poznaju ovaj postupak i obavezno uz nadzor konzervatora.

## Konzerviranje-restauriranje
Brojne židovske institucije, u slučaju da se odluče za konzerviranje-restauriranje nekog objekta, savjet traže od muzejskog osoblja, koje bi im trebalo preporučiti iskusnog i provjerenog restauratora koji radi na predmetima judaike. Ako konzervator nije siguran što i kako učiniti, može se u tom slučaju obratiti provjerenom stručnjaku.
Umjesto da se kontaktira konzervator, po pitanjima vezanim za Toru muzejsko se osoblje može obratiti Soferu. Riječ je o stručnjaku za transkribiranje Tore, tefilina i mezuza ili drugih religioznih spisa. Po židovskim propisima, on je jedina osoba kompetentna za ovakve poslove. On sastavlja svitke Tore, šije listove pergamene te ih ugrađuje u valjke, te izrađuje kućišta za tefilin.

## Izlučivanje iz zbirki

### Sveti/posvećeni predmeti (Tashmishey Kedushah)
Ako se iz zbirke žele izlučiti predmeti iz ove grupe treba znati da je njihovo bacanje ili uništenje po židovskoj tradiciji zabranjeno. Uklanjanje ovih predmeta je posebno regulirano. (O.H. 154.3; Mishneh Torah, II 10.3). 
Aškenazi ove predmete zakapaju i to u posebnom dijelu groblja. 
Sefardske i Mizrachi zajednice pak ove predmete pohranjuju u posebnu prostoriju, zvanu geniza .Kako se tu pohranjuje i rukom pisane i tiskane predmete, ove prostorije često su i više nego dobro ispunjene. Čuveni je primjer geniza sinagoge u Kairu, s više od 200 000 strana teksta, od kojih neki potječu još iz godine 882.,kada je sinagoga utemeljena.

### Neposvećeni predmeti (Tashmishey Mitzvah)
Predmeti iz ove grupe mogu se odbaciti, u slučaju da više nisu dovoljno dobri za ritualnu uporabu. No izuzetak od ovoga je talit- molitveni šal, kao i njegove rese.

## Vanjske poveznice
- http://cool.conservation-us.org/jaic/articles/jaic31-01-005.html